# Христианство в Польше
Христианство в Польше — самая распространённая религия в стране.
По данным исследовательского центра Pew Research Center в 2010 году в Польше проживало 36,1 млн христиан, которые составляли 94,3 % населения этой страны. Энциклопедия «Религии мира» Дж. Г. Мелтона оценивает долю христиан в 2010 году в 96,4 % (36,5 млн верующих).
Крупнейшим направлением христианства в стране является католицизм. В 2000 году в Польше действовало 12,8 тыс. христианских церквей и мест богослужения, принадлежащих 55 различным христианским деноминациям.
Помимо поляков, христианами также являются большинство живущих в стране силезцев, немцев, кашубов, украинцев, белорусов, русских, русинов, литовцев, македонцев и др.
С 1946 года в Польше действует Польский экуменический совет. Консервативные евангельские церкви страны объединены в Польский евангельский альянс, связанный со Всемирным евангельским альянсом.